# Беотијски савез
Беотијски савез градова-полиса Беотије формиран је први пут средином 6. века п. н. е. за борбу против Атине.
Основала га је Теба, па му је значај растао и опадао са снагом Тебе. У доба грчко-персијских ратова Теба је пришла Персијанцима после катастрофе код Термопила, после чега је савез распуштен. Наново је успостављен под хегемонијом Тебе 447. године п. н. е. после неуспеха Атињана код Коронеје. У то време Беотија је морала имати око 150.000 становника. Савез се више пута распадао, а коначно су га распустили Римљани 146. године п. н. е. На челу Беотијског савеза налазило се 11 беотарха, сваки са по 1000 хоплита и 100 коњаника.